# روضةالعقول
روضةالعقول از جمله آثار مهم نثر فارسی، و ترجمه و تحریری به زبان مصنوع از مرزبان‌نامه اسپهبد مرزبان بن رستم از زبان طبری است. نویسنده کتاب محمد بن غازی ملطیوی یکی از فضلای دستگاه سلجوقیان روم بوده‌است. روضةالعقول به روش کلیله و دمنه در ذکر قصص و امثال و حکم ترتیب یافته و مطالب آن از زبان وحوش و طیور و دیو و پری و آدمی بیان شده‌است. شمار گفتارهای روضة العقول دو گفتار بیش از مرزبان نامه وراوینی و حجم کتاب مفصّل‌تر است.
غازی ملطیوی این کتاب را در سال ۵۹۸ هجری تمام کرد.
روضةالعقول با مرزبان‌نامه سعدالدین وراوینی در عدد ابواب و ترتیب حکایات و زیاده و نقصان آنها اختلاف بسیاری دارد چنان‌که بسیاری از حکایات روضةالعقول در مرزبان‌نامه وراوینی نیست. این کتاب در یازده باب است در حالی که مرزبان‌نامه وراوینی بیش از نه باب نیست. محمد بن غازی ملطیوی که چندی دبیر ابوالفتح رکن‌الدین سلیمان‌شاه قلج ارسلان (۵۸۸–۶۰۰) بود و گویا سپس منصب وزارت او را یافته، پیش از عهد سلیمان‌شاه مذکور ترجمه و تهذیب مرزبان‌نامه را شروع کرد، و بعد از آنکه به خدمت او رسید به تشویق آن پادشاه کار خود را به اتمام رسانید. این کار را در غره محرم ۵۹۸ به پایان برد. ملطیوی در ایراد واژه‌های تازی مبالغه کرده و بسیاری از کلمات عربی را که بایسته نبوده آورده‌است. با این حال انشاء او در غایت سلاست و به روش مترسلین بلیغ و تواناست.
شمار اشعار و شواهد عربی روضةالعقول نسبت به فارسی به مراتب بیشتر است. شماره واژه‌ّای عربی روضةالعقول نزدیک به پنجاه درصد است.
متن روضةالعقول دارای سیزده باب است. باب نخست «مناقب سلطان قاهر غیاث‌الدین» و باب دوم دربارهٔ احوالات مؤلف است و از باب سوم تا سیزدهم حکایات و داستان‌ها آمده‌اند. این کتاب به شدت تحت‌تأثیر مقامات حریری است. ملطیوی در این اثر بیش از کتب مشابه حکایت و مثال آورده‌است. او همچنین برخی واژگان و عبارت‌های مقامات حریری را عیناً تکرار کرده‌است و شصت بار از امثال و جملات کتاب‌های جهرة الامثال و دیوان المعانی اثر ابوهلال عسکری بهره برده‌است. او همچنین برخی شعرهای عربی از دیگر شاعران را در کتاب گنجانده. او در ۵۴ مورد هم از سخنان علی بن ابی طالب استفاده کرده‌است و گویا به غرر الحکم و درر الکلم دسترسی داشته‌است. از شاعران عربی که شعرهایشان در روضةالعقول آمده، بحتری، تهامی، ابن درید، فرزدق، ابوالفناهیه، طرفه، لبید بن ربیعه، حاتم طایی، ابوالعلا معری، امرالقیس، بشار، صاحب بن عباد و… هستند. از شاعران فارسی‌سرا نیز بیشتر از همگان به حدیقةالحقیقه اثر سنایی رجوع داشت و چهل بیت (یک‌سوم کتاب اصلی) را نقل کرده‌است.
ملطیوی دربارهٔ کتابش می‌نویسد:
و برای عالم آرای خافی نمانده باشد که پیش ازین داعی مخلص کتاب مرزبان‌نامه را که تصنیف بعضی از ملوک مازندران است بالفاظ عذب و عبارات مهذب نکت و دقایق لغت زیادت گردانید و بالقاب بعض از ملوک انار الله سلطانهم آن را بیاراست و آن پادشاه از آن که محب فضایل و مرید فواضل بود بر آن رقم قبول کشد و به سبب این کتاب صیت او بر روی روزگار مخلد ماند الخ
مارتین تئودور هوتسما، خاورشناس هلندی، با نقل این متن، ملطوی را بی‌حیا می‌خواند و توضیح می‌دهد که او با اشاره به شهرت کتاب، در صدد بوده سلطان رکن‌الدین را مجاب کند که سخاوت بیشتری به خرج دهد. این در حالی است که به ندرت به منبع خود (مرزبان‌نامه) اشاره داشته‌است.

## باب‌ها
روضه‌العقول نسبت به مرزبان‌نامه وراوینی دارای فصلی اضافی است که دارای درون‌مایه‌ای اسلامی است و با کلیات دیگر فصل‌ها همخوانی ندارد.
- مقدمه
- باب اول- باب مناقب السلطان القاهر
- باب دوم- باب احوال من صنع هذاالکتاب
- باب سوم- باب الملک و اولاده
- باب چهارم- باب مناظره ملک زاده با وزیر برادرش
- باب پنجم- باب اردشیر بابکان با مهرانبه دانا
- باب ششم- باب مناظره دیو گاوپای با دینی
- باب هفتم- باب تمامت مناظره دینی با دیو گاوپای
- باب هشتم- باب دادمه و داستان
- باب نهم- باب زیرک و زروی
- باب دهم- باب شاه شیران با شاه پیلان
- باب یازدهم- باب شیر پرهیزگار و خرس جاهل
- باب دوازدهم- باب عقاب شکارگر و آزادچهر
- باب سیزدهم- باب ملک نیکبخت با زنش یونا[۹]

## نسخه‌های خطی و جدید
دو نسخه خطی مهم از این کتاب وجود دارد که اولی در لیدن است و توسط مارتین تئودور هوتسما بررسی شده‌است. دیگری در پاریس است و بلاشت در «کاتالوگ نسخ خطی فارسی» در سال ۱۹۳۴ بر آن نقدی نوشت و علامه قزوینی در نسخه‌ای از مرزبان‌نامه که به ویراستاری او چاپ شد، از این کتاب استفاده کرده‌است. فصل اول این کتاب توسط هانری ماسه به زبان فرانسوی ترجمه شده بود و در سال ۱۹۳۸ چاپ شد.
این کتاب نخست با تصحیح محمد روشن و ابوالقاسم جلیل پور (انتشارات فرهنگستان زبان و ادب فارسی) و سپس توسط جلیل نظری (دانشگاه آزاد اسلامی، مرکز انتشارات علمی) به چاپ رسید. سپس با عنوان مرزبان‌نامهٔ بزرگ: روضه العقول به تصحیح فتح‌الله مجتبایی و غلامعلی آریا در ۵۰۴ صفحه از سوی انتشارات خوارزمی در سال ۹۳ منتشر شده‌است.